# 閃電十一人2 威脅的侵略者
《閃電十一人2 威脅的侵略者》是LEVEL-5所製作以足球為題材的角色扮演遊戲第二作，這次採用分成烈火版／寒冰版雙版本發行，兩個版本有些差異。發售過後只兩個半月就在日本取得了銷售量超過100萬的亮眼成績。遊戲中的動畫與前作同樣由《神奇寶貝》而有名的OLM負責。

## 故事
沒沒無名的雷門中學足球隊終於從Football Frontier大賽中取得優勝！正當雷門足球隊一行人回到學校的時候，突然有不明黑色物體從天而降掉落至雷門中學，接著就是一陣爆炸巨響。雷門中學遭到了神秘的宇宙人集團「外星學園」襲擊而被破壞。為了阻止外星學園，這次雷門必須成為地上最強的隊伍與之對抗，並由神秘的美女新教練吉良瞳子領軍，搭乘閃電大篷車（イナズマキャラバン）出發面臨空前的挑戰。

## 新系統
遠射
在前作想要射門必須要射手與對方球門在一定距離以內，才能在下螢幕點擊對方球門以進行，但這次只要在下螢幕點擊Ｓ圖示的話就能進行遠射。如果射門必殺技上面有Ｌ字的標示的話則代表可以用這個必殺技進行遠射。
射門阻止
在對方進行射門時球的軌道範圍內，如果守門員以外的球員具有標示Ｂ字的必殺技的話，則可以進行射門阻止。射門阻止能停住對方的射球或是將其威力給減弱。有些長距離的射門必殺技如果沒進行射門阻止的話，守門員是擋不住的。
Burning Phase的發動方式
前作是必須在比賽時間內不同的三人射三球才能發動(不用射進)，在本作改為任何時間下只要按下L／R鍵的話就能發動，一場比賽內只能發動一次效力持續14分鐘。
關鍵人物
在變更隊形的畫面時可以選擇決定關鍵人物，關鍵人物的不同會影響整個隊伍的能力變化。
角色替換
一部份的角色可以進行角色替換。角色替換會使角色的性格、位置、能力、必殺技以及屬性都會變化。
技能
除了必殺技之外，另外有特殊技能的要素。特殊技能的種類有使自己的能力上升、使整個隊伍的能力上升，使必殺技或是指令戰鬥的成功率上升...等。特殊技能另外可以透過祕傳書習得。
守門員的優先性
守門員在自己的球門附近拿球時能力會大幅度提昇，另外無法對此狀態的守門員使用必殺技。
Extra對戰／Premium對戰
Extra對戰就相當於前作的練習賽，能跟之前曾對戰過的隊伍再進行對戰。與前作的練習賽差異比較大的是，這次隨進度最後能獲得獎品。Premium對戰則是主線劇情破關後的特典，最大的特徵在於對戰隊伍的陣容不是照故事劇情時固定，而且還必須要挑戰滿足各樣的指定條件。透過Premium對戰可以使一些特定的人物加入。

## 主題曲
烈火版
片頭曲歌：T-Pistonz+KMC（第1集~第28集）
片尾曲歌：Berryz工房（第1集~第24集）
寒冰版
片頭曲歌：T-pistonz+KMC（第29集~第41集）
片尾曲歌：宮原永海（第25集~第41集）

## 外部連結
- （日語） 閃電十一人2 威脅的侵略者 烈火版／寒冰版官方網站 （页面存档备份，存于）